# (7995) Khvorostovsky
(7995) Khvorostovsky ist ein Asteroid des mittleren Hauptgürtels, der am 4. August 1983 von der ukrainischen (bis 1992: sowjetischen) Astronomin Ljudmyla Karatschkina am Krim-Observatorium (IAU-Code 413) in Nautschnyj, etwa 30 km von Simferopol entfernt, entdeckt wurde.
Der Asteroid wurde am 8. August 1998 nach dem russisch-britischen Opernsänger Dmitri Hvorostovsky (1962–2017) benannt, der in der Stimmlage Bariton sang.